# Cymric
Cymric (inna nazwa: długowłosy Manx) – rasa kota powstała w Kanadzie lub USA. Istnienie długowłosych Manksów nie od razu zostało zaakceptowane.

## Historia
Około 1960 roku w miotach Manksów zaczęły się pojawiać długowłose kocięta. Początkowo takie osobniki były ubezpłodniane i usuwane z hodowli, jednak potem hodowcy postanowili utrwalić tę cechę. Pierwszą organizacją felinologiczną, która uznała rasę Cymric było Canadian Cat Association. Obecnie rasę tę akceptuje większość północnoamerykańskich stowarzyszeń, a w Europie –- LOOF.

## Wygląd
Cymric różni się od Manksa długością sierści i "zaokrąglonymi" kształtami. Odmiany barwne są identyczne jak u ich krótkowłosych kuzynów. Charakteryzuje się krótkim grzbietem i głębokimi bokami. Naturalną jego cechą jest skrócony ogon lub jego brak.

## Charakter
Koty tej rasy są umiarkowanie aktywne i inteligentne, lubią się bawić. Cymric żyje w zgodzie z innymi zwierzętami. 
Charakteryzują się agresją i brakiem podporządkowania do człowieka.